# 维特里勒弗朗索瓦
维特里勒弗朗索瓦（法語：Vitry-le-François，法語發音：[vitʁi lə fʁɑ̃swa] ⓘ），法国东北部城市，大东部大区马恩省的一个市镇，同时也是该省的一个副省会，下辖维特里勒弗朗索瓦区，其市镇面积为6.5平方公里，2022年1月1日时人口数量为11,349人，是该省人口第四多的市镇，在法国城市中排名第799位。
维特里勒弗朗索瓦位于马恩省东南部，马恩河与索河交汇处，是一个区域性的中心城市和交通枢纽。其城市建于1544年，其中“勒弗朗索瓦”一名则来源于法兰西国王弗朗索瓦一世，后者将其作为马恩河畔的重要防御工事。维特里勒弗朗索瓦在近代因马恩河航运之便而逐渐发展成为商业城市，并在工业革命期间成为交通枢纽，现代则因附近的代尔-尚特科克湖而闻名。

## 地名来源
“维特里”一名来源于高卢语，后拉丁化成为“维克托里乌斯”（Victorius），是一个常见的拉丁人名；“勒弗朗索瓦”一名则来源于法兰西国王弗朗索瓦一世，添加于1544年。
在一些中文文献中，被翻译为带有连字号的“维特里-勒弗朗索瓦”。

## 历史

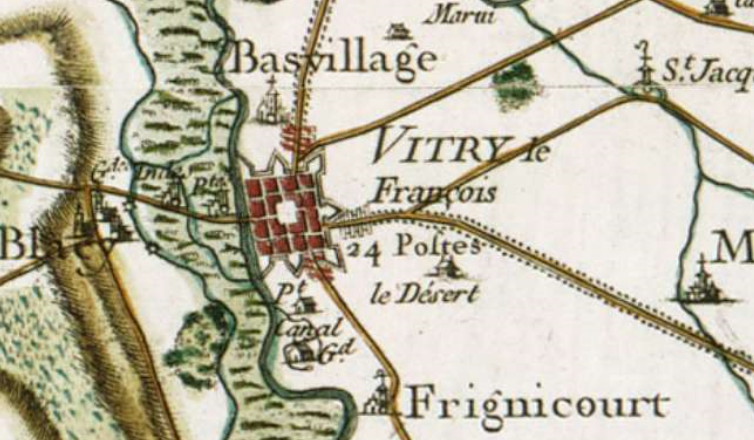
卡西尼地图上的维特里勒弗朗索瓦

维特里历史上长期为一处普通村落，其附近区域被称为“佩尔图瓦”（Perthois），中世纪时属于香槟伯国的一部分，1284年成为法兰西王室领土。16世纪的意大利战争期间，神圣罗马帝国皇帝查理五世与英格兰亨利八世联合，烧毁了维特里，此后与法兰西签订《拉昂地区克雷皮停战协议》。弗朗索瓦一世为加强法兰西东北部的军事防御，决定在原维特里的基础上重建防御工事，他邀请意大利设计师吉罗拉摩·马里尼作为规划参谋，将维特里重建成为一座棋盘状的军事堡垒，并被冠以“弗朗索瓦”后缀。17世纪初，维特里勒弗朗索瓦因马恩河航运而获得商业发展，其附近区域被开辟为小麦种植区，当地人口数量迅速上升。法国大革命后，维特里勒弗朗索瓦成为马恩省的一个市镇和一个地区行署，后成为副省会。工业革命期间，沿马恩河修建的运河以及巴黎－斯特拉斯堡铁路通过此地。第一次世界大战期间，维特里勒弗朗索瓦所在的马恩省是重要的战场。二战时期，维特里勒弗朗索瓦曾遭到纳粹德军的猛烈轰炸。1974年，维特里勒弗朗索瓦附近的代尔湖水库建成。2008年6月，维特里勒弗朗索瓦发生严重的骚乱，造成十余人受伤、60余辆汽车被烧毁。

## 地理

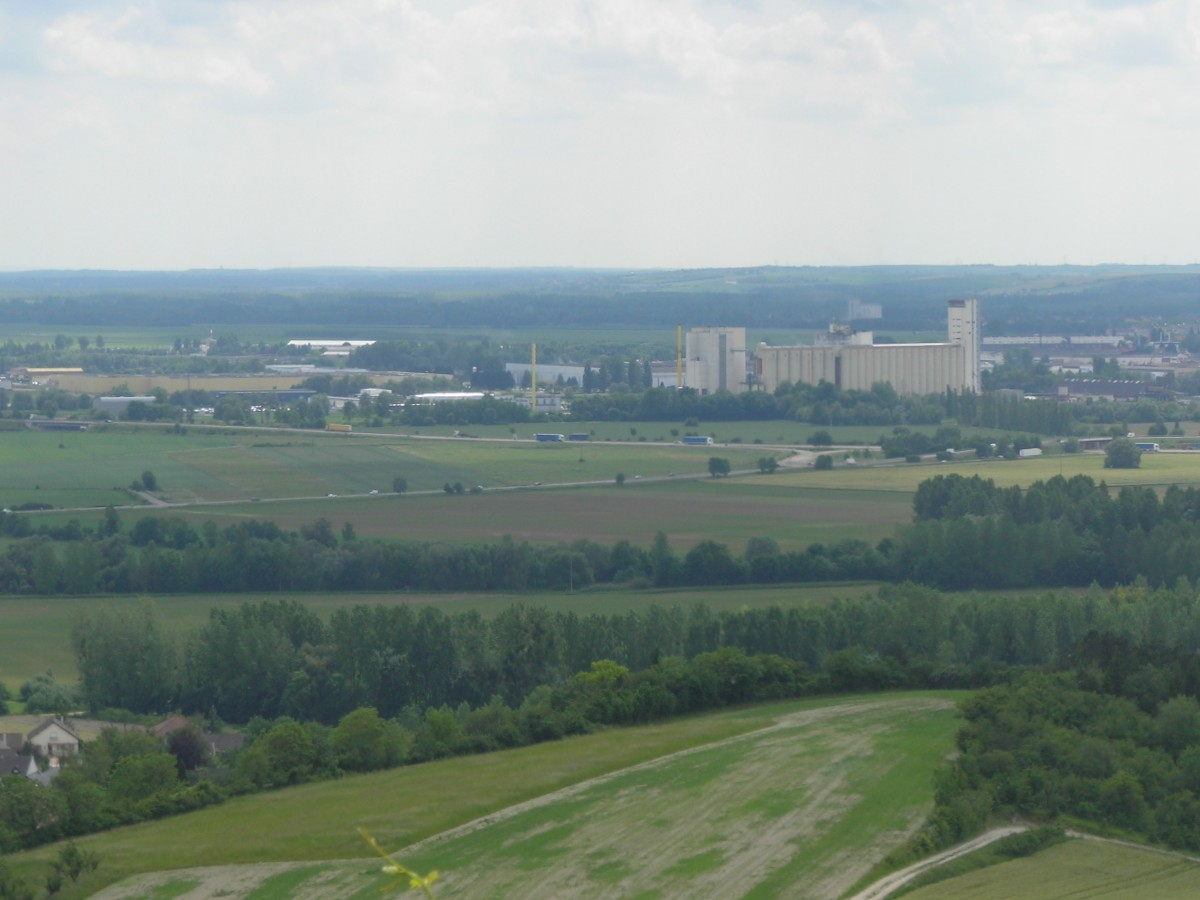
维特里勒弗朗索瓦附近的田野

维特里勒弗朗索瓦位于法国东北部，大东部大区西部和马恩省东南部，距离省会香槟沙隆大约35公里。与维特里勒弗朗索瓦接壤的市镇包括：佩尔图瓦地区维特里、布拉西、弗里尼库尔、马罗勒。

### 地形
维特里勒弗朗索瓦位于巴黎盆地东部边缘，境内地势平坦，全境海拔在92到112米之间。

### 水文
马恩河干流自南向北流经市区西侧，而与之平行的运河则从市区东部经过，另有支流索河在市区北部与马恩河交汇。市区东侧还有一处“莱瓦叙湖”（lac des Vassues）。

### 植被
维特里勒弗朗索瓦属于温带落叶林区，市政厅花园（Jardin de l'Hôtel de Ville）是当地主要的城市绿地公园，此外林地也大量分布于马恩河两岸。

### 气候
维特里勒弗朗索瓦在柯本气候分类法中属于温带海洋性气候。
距离维特里勒弗朗索瓦最近的气象站位于弗里尼库尔境内，以下为该气象站的数据（其中日照数据取自香槟沙隆）：
| 弗里尼库尔1981年－2019年 | 弗里尼库尔1981年－2019年 | 弗里尼库尔1981年－2019年 | 弗里尼库尔1981年－2019年 | 弗里尼库尔1981年－2019年 | 弗里尼库尔1981年－2019年 | 弗里尼库尔1981年－2019年 | 弗里尼库尔1981年－2019年 | 弗里尼库尔1981年－2019年 | 弗里尼库尔1981年－2019年 | 弗里尼库尔1981年－2019年 | 弗里尼库尔1981年－2019年 | 弗里尼库尔1981年－2019年 | 弗里尼库尔1981年－2019年 |
| 月份                     | 1月                      | 2月                      | 3月                      | 4月                      | 5月                      | 6月                      | 7月                      | 8月                      | 9月                      | 10月                     | 11月                     | 12月                     | 全年                     |
| ------------------------ | ------------------------ | ------------------------ | ------------------------ | ------------------------ | ------------------------ | ------------------------ | ------------------------ | ------------------------ | ------------------------ | ------------------------ | ------------------------ | ------------------------ | ------------------------ |
| 历史最高温 °C（°F）      | 16.6 (61.9)              | 19.8 (67.6)              | 23.8 (74.8)              | 29.1 (84.4)              | 34 (93)                  | 37.1 (98.8)              | 38.1 (100.6)             | 40.3 (104.5)             | 33.2 (91.8)              | 28.8 (83.8)              | 23.3 (73.9)              | 17.7 (63.9)              | 40.3 (104.5)             |
| 平均高温 °C（°F）        | 6 (43)                   | 7.5 (45.5)               | 11.7 (53.1)              | 15.4 (59.7)              | 19.6 (67.3)              | 22.7 (72.9)              | 25.6 (78.1)              | 25.2 (77.4)              | 20.9 (69.6)              | 16.1 (61.0)              | 9.9 (49.8)               | 6.5 (43.7)               | 15.6 (60.1)              |
| 日均气温 °C（°F）        | 3.2 (37.8)               | 3.9 (39.0)               | 7.2 (45.0)               | 10 (50)                  | 14.2 (57.6)              | 17.1 (62.8)              | 19.4 (66.9)              | 19.1 (66.4)              | 15.5 (59.9)              | 11.7 (53.1)              | 6.7 (44.1)               | 3.9 (39.0)               | 11 (52)                  |
| 平均低温 °C（°F）        | 0.3 (32.5)               | 0.3 (32.5)               | 2.7 (36.9)               | 4.7 (40.5)               | 8.8 (47.8)               | 11.4 (52.5)              | 13.3 (55.9)              | 12.9 (55.2)              | 10 (50)                  | 7.2 (45.0)               | 3.5 (38.3)               | 1.3 (34.3)               | 6.4 (43.5)               |
| 历史最低温 °C（°F）      | −22 (−8)                 | −14.8 (5.4)              | −11.1 (12.0)             | −4.9 (23.2)              | −1.5 (29.3)              | 2.3 (36.1)               | 5.3 (41.5)               | 4.1 (39.4)               | 1 (34)                   | −3.9 (25.0)              | −10.7 (12.7)             | −16 (3)                  | −22 (−8)                 |
| 平均降水量 mm（）        | 56.2 (2.21)              | 47.7 (1.88)              | 53.5 (2.11)              | 51.5 (2.03)              | 64.1 (2.52)              | 57.3 (2.26)              | 59.5 (2.34)              | 58.6 (2.31)              | 60.3 (2.37)              | 67.5 (2.66)              | 58 (2.3)                 | 72.1 (2.84)              | 706.3 (27.81)            |
| 月均日照時數             | 60                       | 98.4                     | 132                      | 132                      | 144                      | 141.6                    | 206.4                    | 204                      | 194.4                    | 148.8                    | 91.2                     | 72                       | 1,624.8                  |
| 来源：infoclimat.fr      |                          |                          |                          |                          |                          |                          |                          |                          |                          |                          |                          |                          |                          |

## 行政区划
维特里勒弗朗索瓦是法国大东部大区马恩省的一个市镇，编号为51649，它也是马恩省的一个副省会。维特里勒弗朗索瓦下辖维特里勒弗朗索瓦区，管理维特里勒弗朗索瓦-香槟和代尔县，同时也是维特里-香槟-代尔市镇公共社区的办公驻地。
维特里勒弗朗索瓦自2019年11月起实行街区自治制度。
法国国家统计与经济研究所（简称）在进行数据统计时，将维特里勒弗朗索瓦及相邻的另外2个市镇设为维特里勒弗朗索瓦城市核心区，并将包括核心区在内的周边共62个市镇划为维特里勒弗朗索瓦城市区。同时，还将维特里勒弗朗索瓦市镇分为了7个“块区”（IRIS），以便于统计人口分布情况。

## 交通

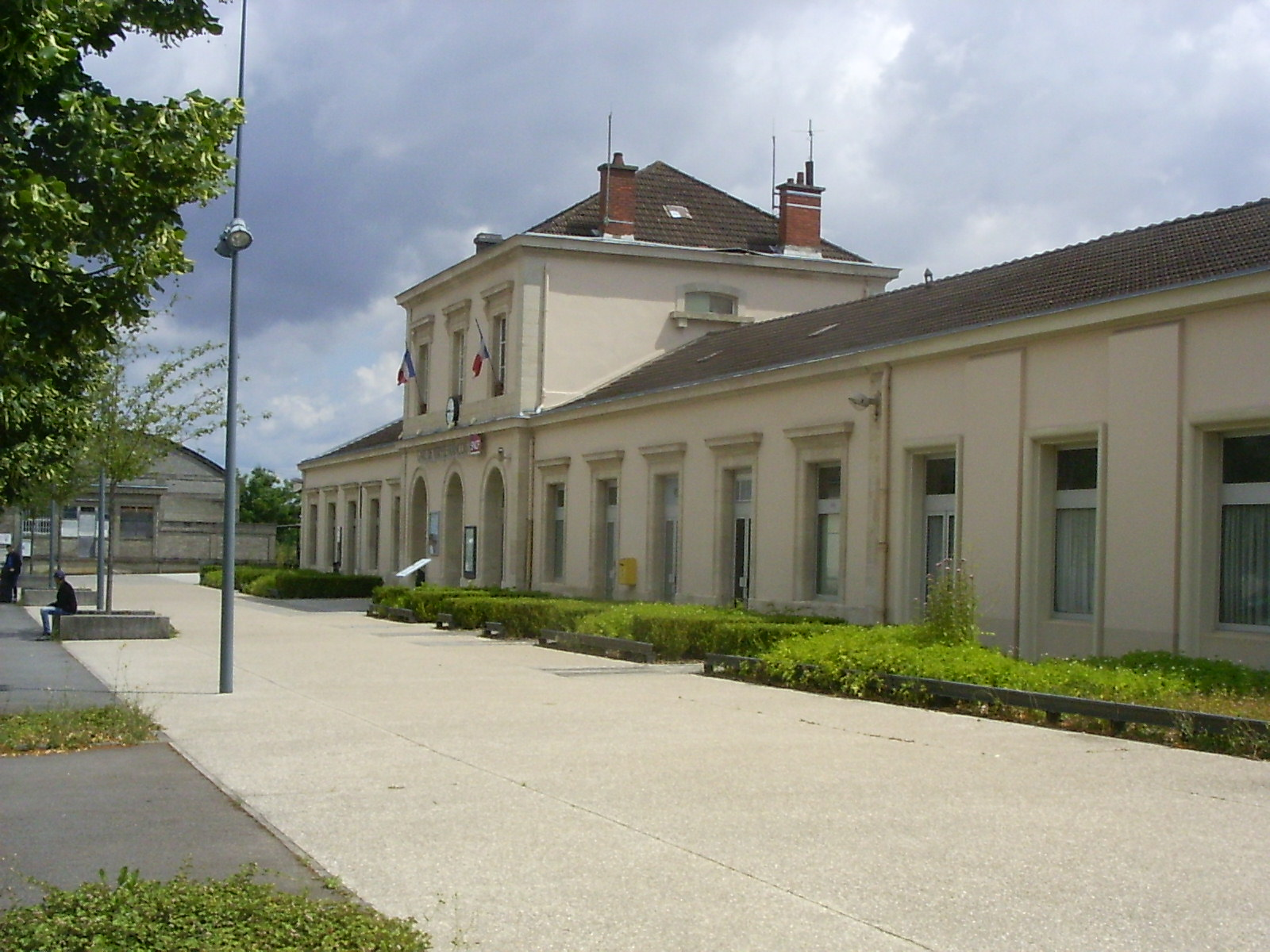
维特里勒弗朗索瓦火车站

### 公路
法国国道N4线和多条马恩省省道在维特里勒弗朗索瓦境内交汇，大东部大区下属的城际客运提供巴士线路，可前往周边部分市镇。
2017年，59.3%的维特里勒弗朗索瓦家庭拥有至少一辆的私人汽车。2018年，维特里勒弗朗索瓦境内共发生各类交通事故7起，造成7人受伤。

### 铁路
维特里勒弗朗索瓦位于巴黎－斯特拉斯堡铁路上。维特里勒弗朗索瓦站位于市区南部，停靠往返于巴黎和巴勒迪克之间的高速列车和前往巴黎、兰斯、圣迪济耶、南锡及第戎等地的区域列车。

### 航空
距离维特里勒弗朗索瓦最近的民用航空站为巴黎瓦特里机场，距离维特里勒弗朗索瓦市中心的公路里程约37公里。

### 城市公共交通
维特里勒弗朗索瓦市政府联合RATP Dev开行市区环线摆渡公交车，路线覆盖了维特里勒弗朗索瓦市区内的主要街道和居民区。

## 政治

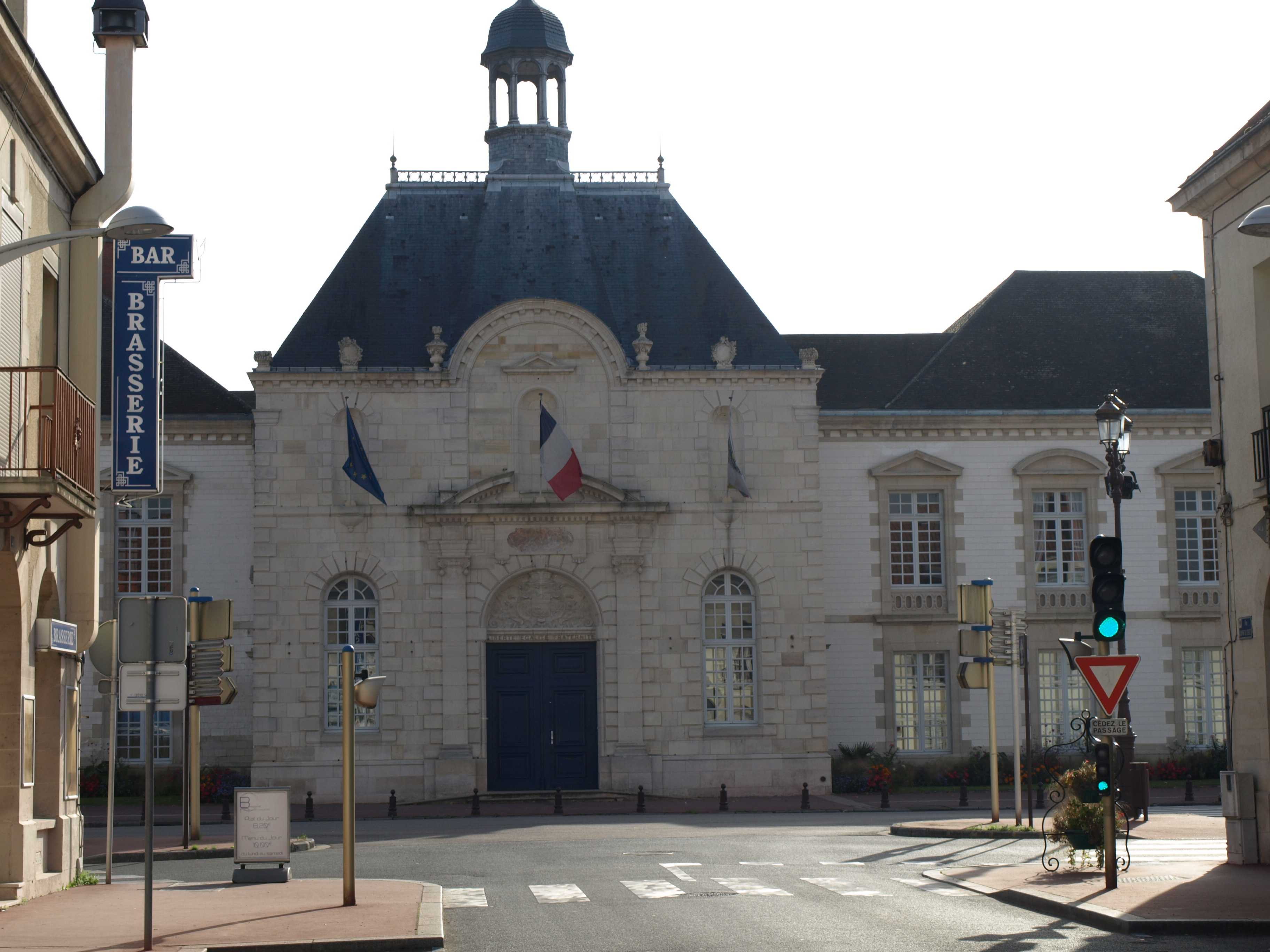
维特里勒弗朗索瓦市政厅

维特里勒弗朗索瓦的现任市长为让-皮埃尔·布凯先生，他是社会党的一名成员，在2020年的市政选举中获得了52.21%的支持率。
在2017年的法国总统大选中，法国第25任总统埃马纽埃尔·马克龙在维特里勒弗朗索瓦获得了51.65%的支持率。
| 维特里勒弗朗索瓦历届市长 |                 |                                  |
| 任期                     | 市长            | 党派                             |
| 1944年－1953年           | 伊波利特·特拉梅 | RAD激进党                        |
| 1953年－1971年           | 让·瑞夫         | 無黨籍                           |
| 1971年－1989年           | 让·贝尔纳       | RPR保衛共和聯盟                  |
| 1989年－2001年           | 让-皮埃尔·布凯  | PS社会党                         |
| 2001年－2008年           | 米歇尔·比亚尔   | RPR保衛共和聯盟 →UMP人民运动联盟 |
| 2008年－                 | 让-皮埃尔·布凯  | PS社会党                         |

## 人口
2017年，维特里勒弗朗索瓦市镇人口数量为12,133，在法国排名第799位。其中男性5,658人，女性6,475人，75岁及以上人口占10.0%，外籍人口数量为3,172人，人口密度为1,881人/平方公里，当地居民被称为（男性）或（女性）。2018年，维特里勒弗朗索瓦境内出生127人，死亡人口152人。
| 年份   | 1936  | 1946  | 1954   | 1962   | 1968   | 1975   | 1982   | 1990   | 1999   | 2006   | 2011   | 2016   | 2017   |
| ------ | ----- | ----- | ------ | ------ | ------ | ------ | ------ | ------ | ------ | ------ | ------ | ------ | ------ |
| 人口數 | 9,061 | 7,584 | 11,131 | 14,795 | 16,879 | 19,372 | 18,261 | 17,033 | 16,737 | 15,086 | 13,106 | 12,552 | 12,133 |

## 经济
维特里勒弗朗索瓦是一个区域性的中心城市，当地共有各类用人单位1,215家，平均历史为18年，其中98.36%为中小型企业（PME）。维迪斯（Vidis，零售）、特里科弗莱克斯（Tricoflex，塑料制品）及安賽樂米塔爾维特里分厂（Arcelormittal Tubular Products Vitry，钢铁和汽车配件）是当地2019年营业额最高的三个企业，分别为68,587,143欧元、47,040,522欧元和34,943,000欧元。

## 财政收入
2018年，维特里勒弗朗索瓦的财政收入总额为16,494,100欧元，财政支出总额为13,973,400欧元，当年的债务总额为10,464,400欧元。
2015年，维特里勒弗朗索瓦的人均收入总额为2,445欧元，其中高职人员为4,221欧元，普通职员为1,734欧元。
2017年，维特里勒弗朗索瓦境内的青壮年（15至64岁）失业率为23.9%，当地35.3%的家庭拥有纳税资格。

## 社会事务

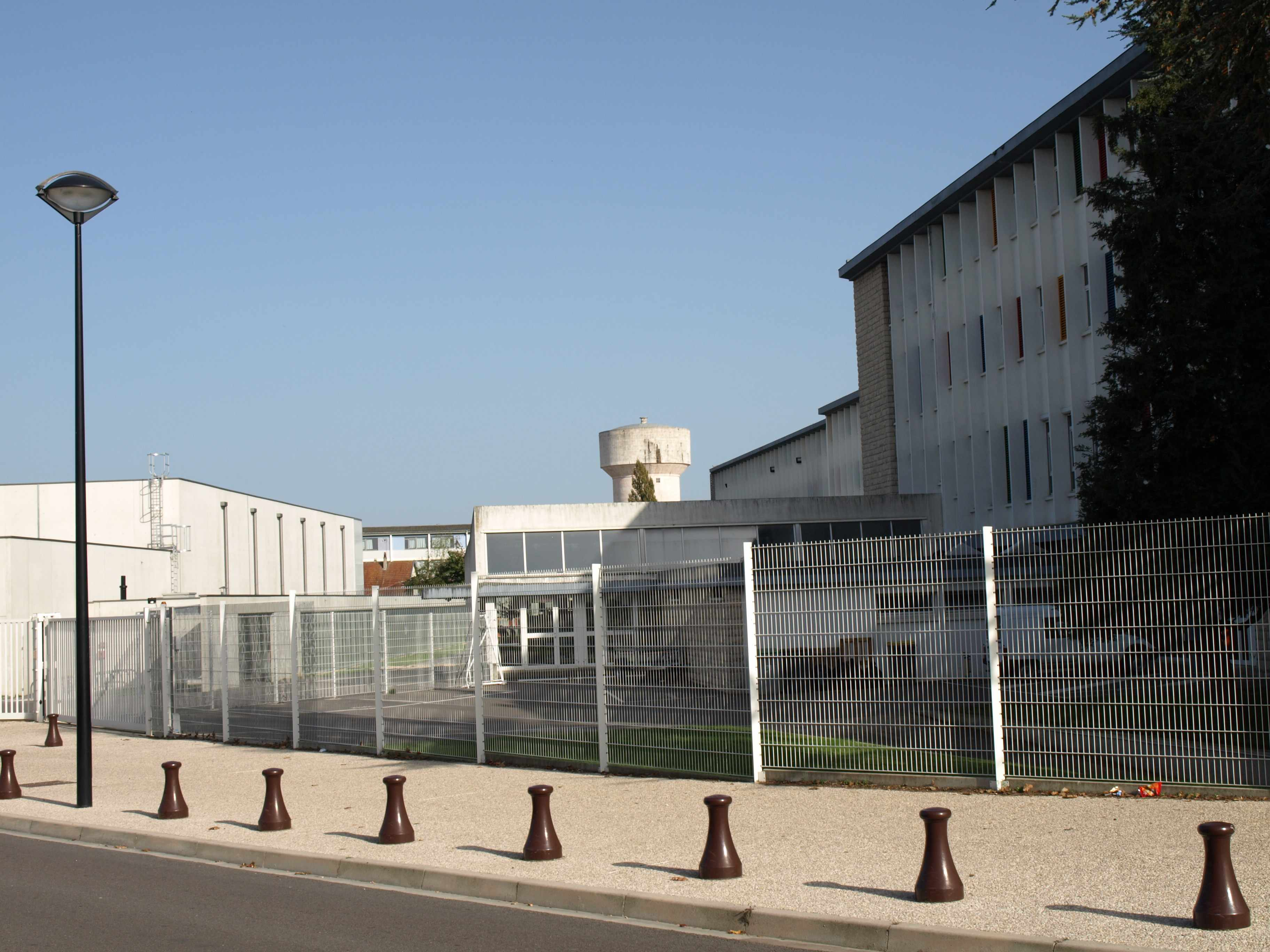
弗朗索瓦一世高级中学

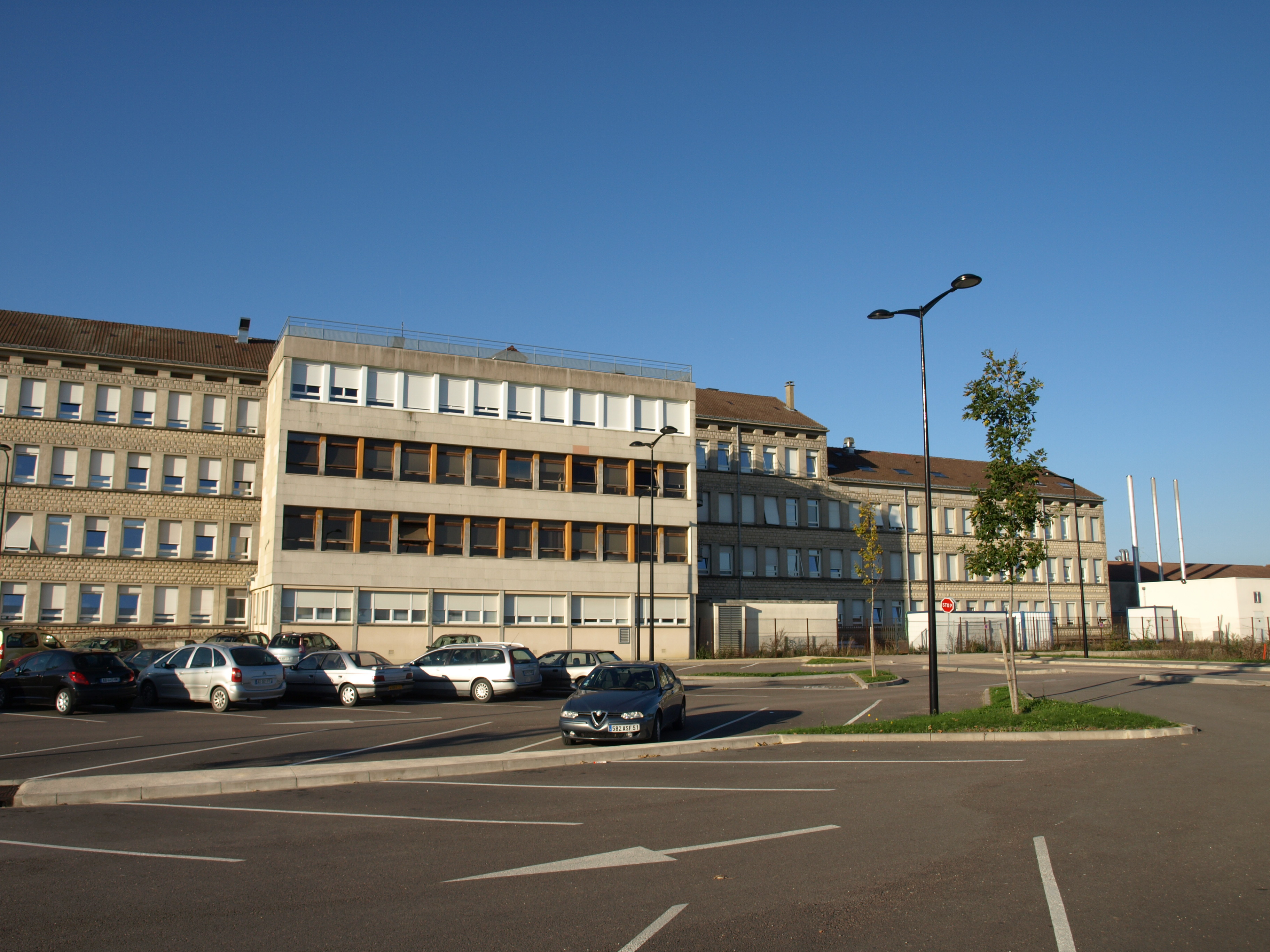
维特里勒弗朗索瓦中心医院

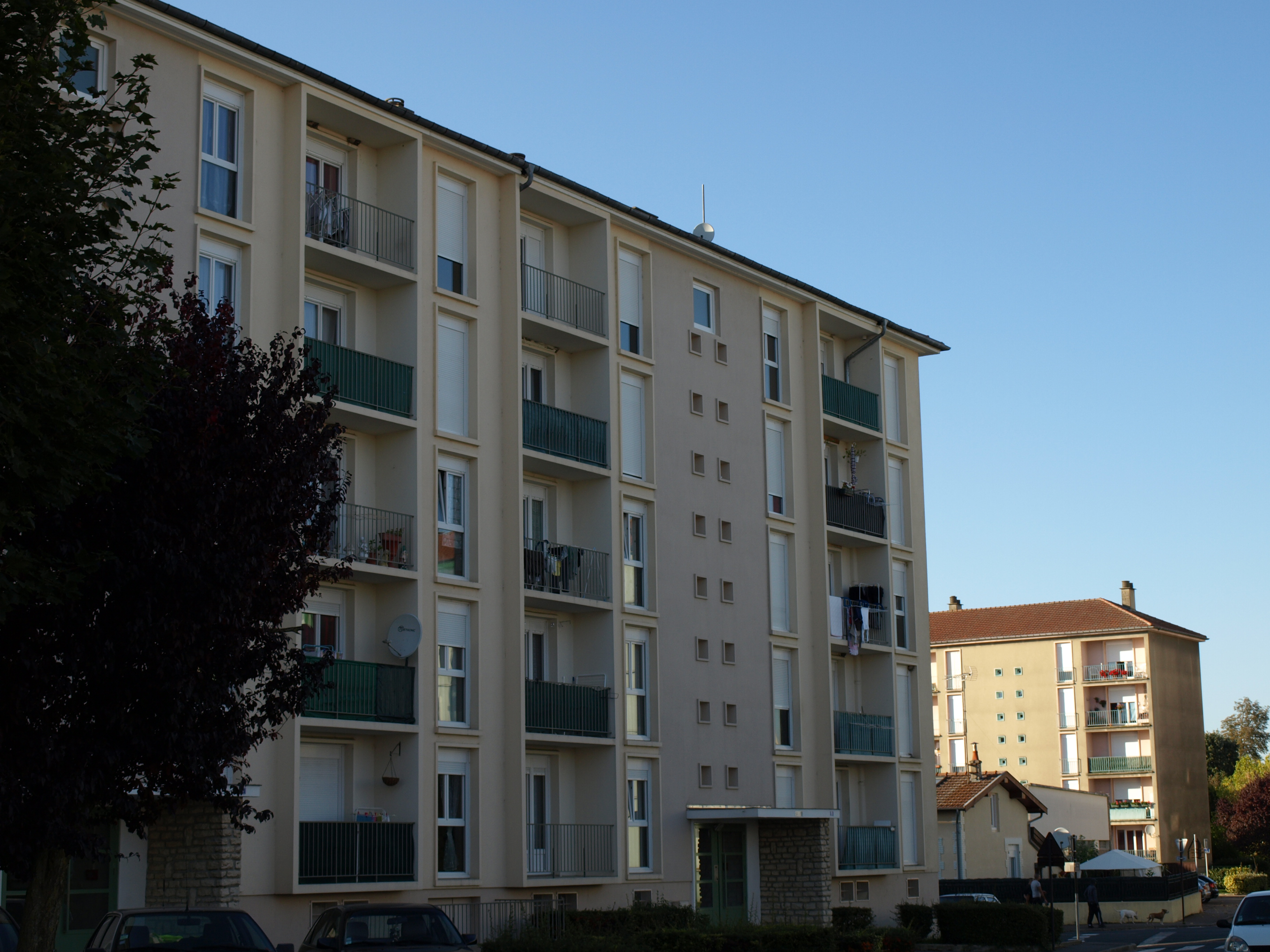
“罗马-圣夏尔”街区现代居民楼

### 教育
维特里勒弗朗索瓦属于兰斯学区。截止2019年1月1日，维特里勒弗朗索瓦境内共有4所幼儿园、7所小学、3所初级中学和1所普通高中。2018至2019学年度，维特里勒弗朗索瓦境内共有在校中等教育阶段学生2,029名。

### 医疗
截止2019年1月1日，维特里勒弗朗索瓦境内共有全科医生18名、保健师15名、牙医18名、护士12名、耳科医生2名、眼科医生2名、皮肤科医生1名、助产士2名、儿科医生0名和妇科医生1名。境内共有药房7家、养老院4家、残疾人帮扶中心6家。
维特里勒弗朗索瓦中心医院（Centre Hospitalier de Vitry-le-François），是法国的一个区域性医疗机构，其主病区位于维特里勒弗朗索瓦市区，设有床位151个，是当地规模最大的公立综合性医院。

### 住房
2017年，维特里勒弗朗索瓦境内共有各类住房7,040套，其中36.3%为独立式居民区，62.7%为集中式居民区。常住房屋占维特里勒弗朗索瓦市镇范围内居民建筑总量的90.1%。

### 商业
2018年，维特里勒弗朗索瓦境内共有各类实体商铺285家，其中餐厅45家、大型超市8家、杂货店4家、面包房14家、肉铺3家、书店7家、装饰品店2家、银行门店10家、美容美发店25家、汽车维修店18家。市区东部建有大型开放式商业街区。

### 体育
2019年，维特里勒弗朗索瓦境内共有1家游泳池、5间体育馆、3座综合体育场、8处网球场、6处足球或橄榄球场以及4处篮球或排球场。
维特里勒弗朗索瓦共有三家足球俱乐部，2020至2021赛季均参加地方性的足球联赛：
- 维特里足球俱乐部（Vitry Football Club）
- 沙尔蒙-瓦诺足球联盟（AFC Charmont Vanault）
- 上博尔讷足球俱乐部（FC Haute Borne）

### 环境
维特里勒弗朗索瓦的环境事务由其所属的公共社区负责。2018年，维特里勒弗朗索瓦境内暂无污染企业。

### 治安
2018年，维特里勒弗朗索瓦市镇范围内共有1处派出所和1处宪兵队。
2014年，维特里勒弗朗索瓦及附近地区共发生各类案件2,276起，其中盗窃类案件1,381起，经济类案件228起，毒品交易类案件125起。

## 文化
2019年，维特里勒弗朗索瓦境内共有1家剧场和1家电影院。维特里勒弗朗索瓦市政府提供多媒体中心，向公众全年开放。

### 建筑
维特里勒弗朗索瓦境内有多处法国国家文物保护单位，其中维特里勒弗朗索瓦圣母大教堂、教堂等为当地的代表性建筑物。

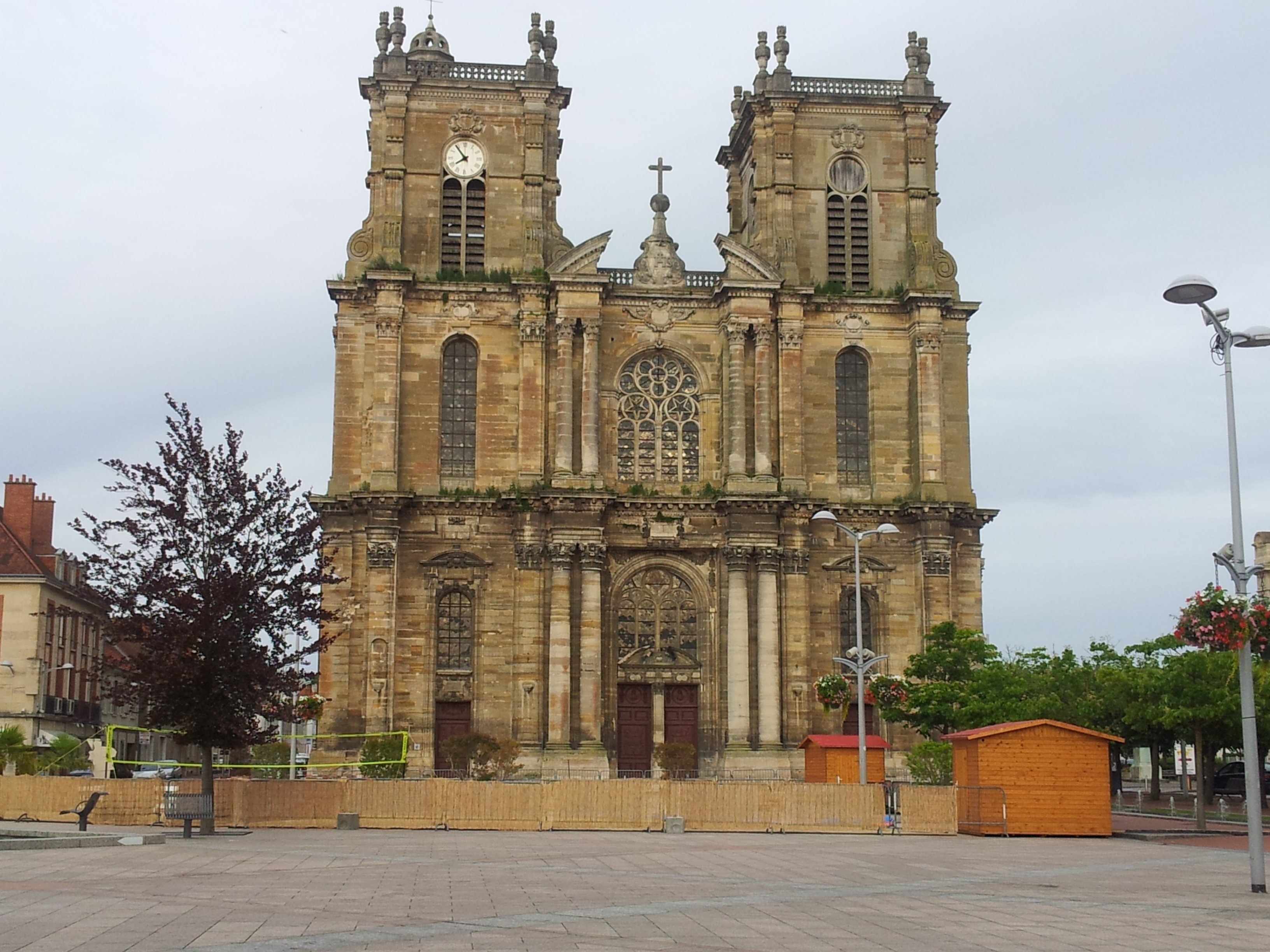
圣母大教堂
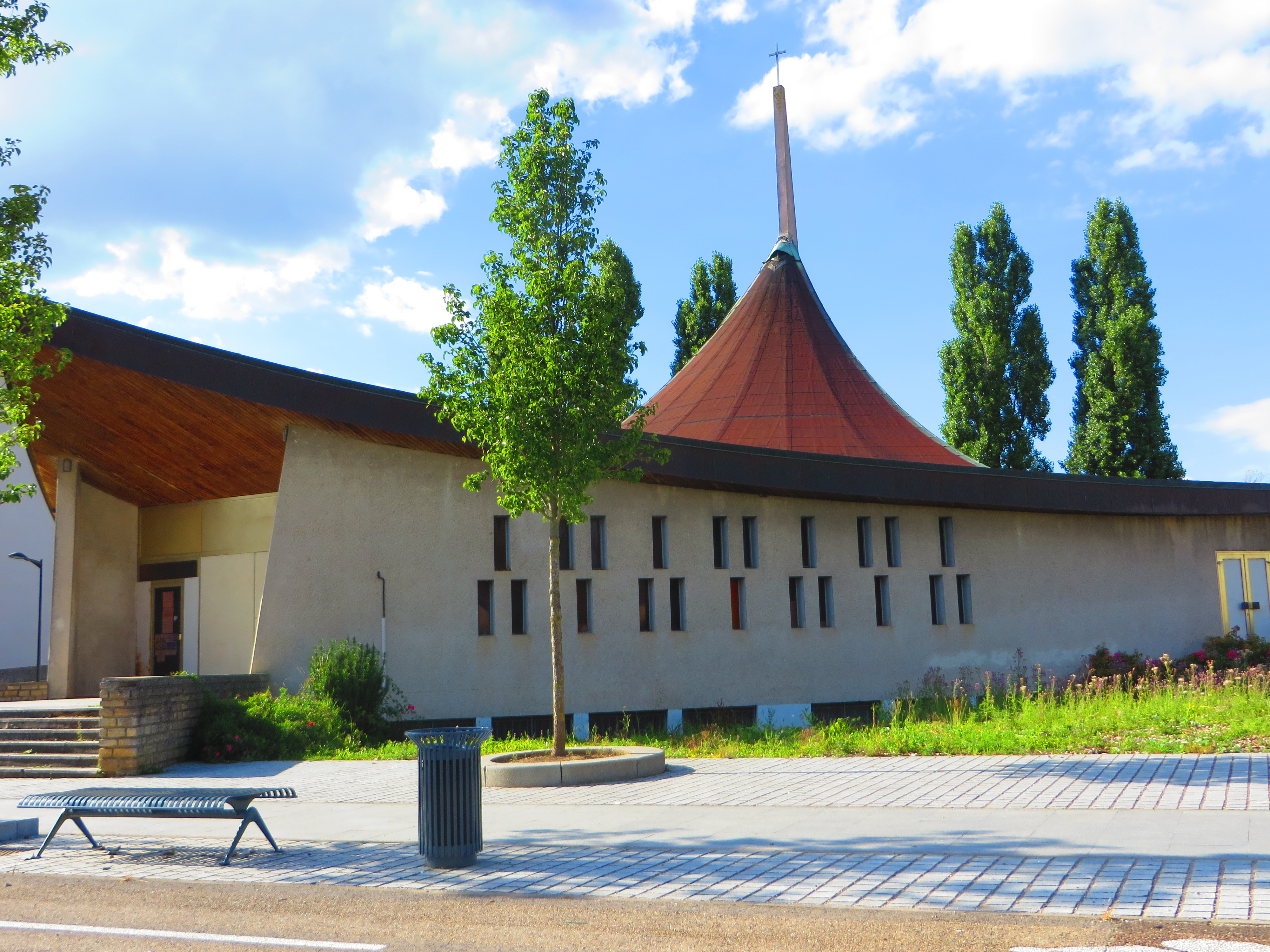
圣夏尔教堂
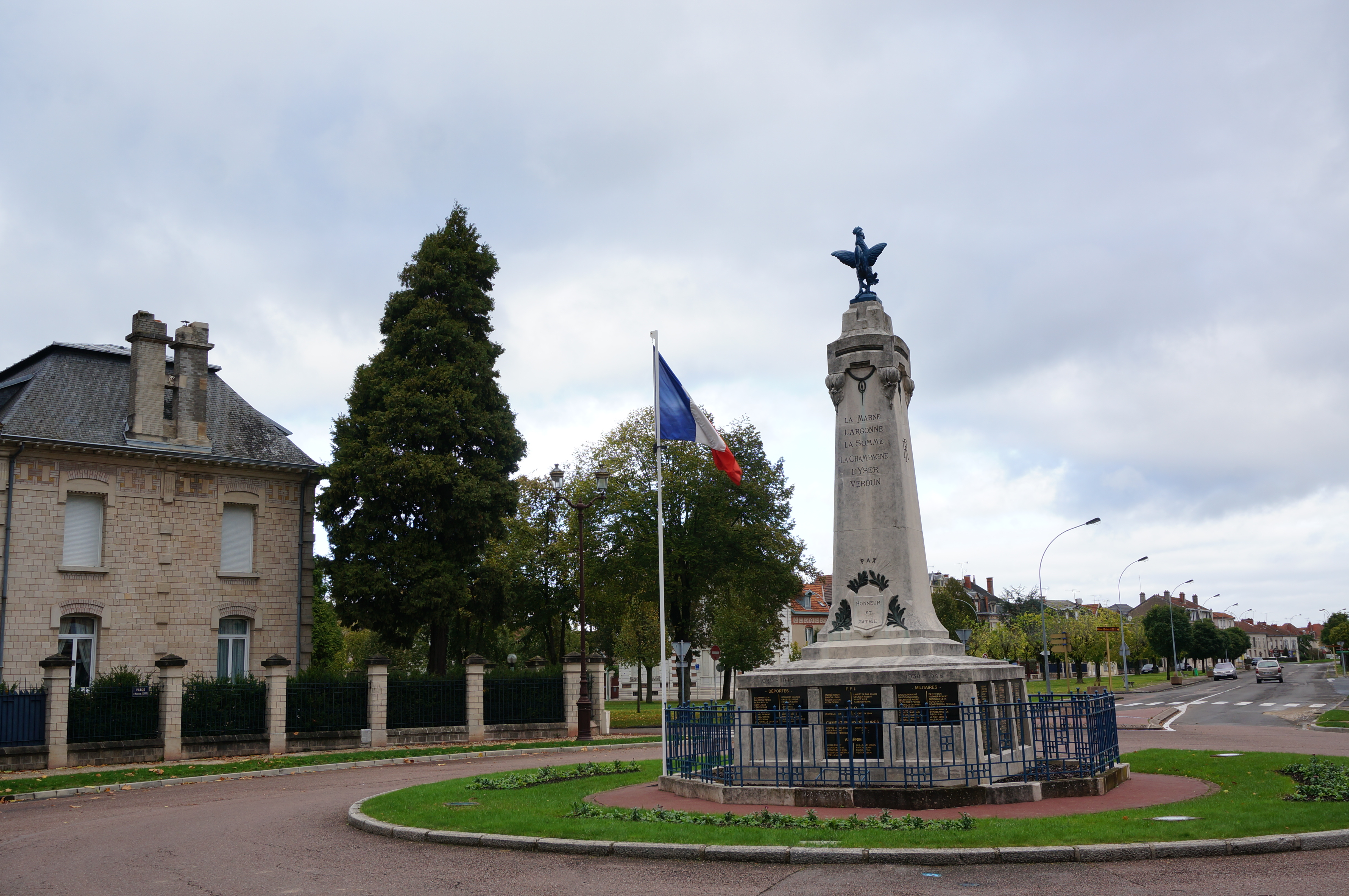
战争纪念碑
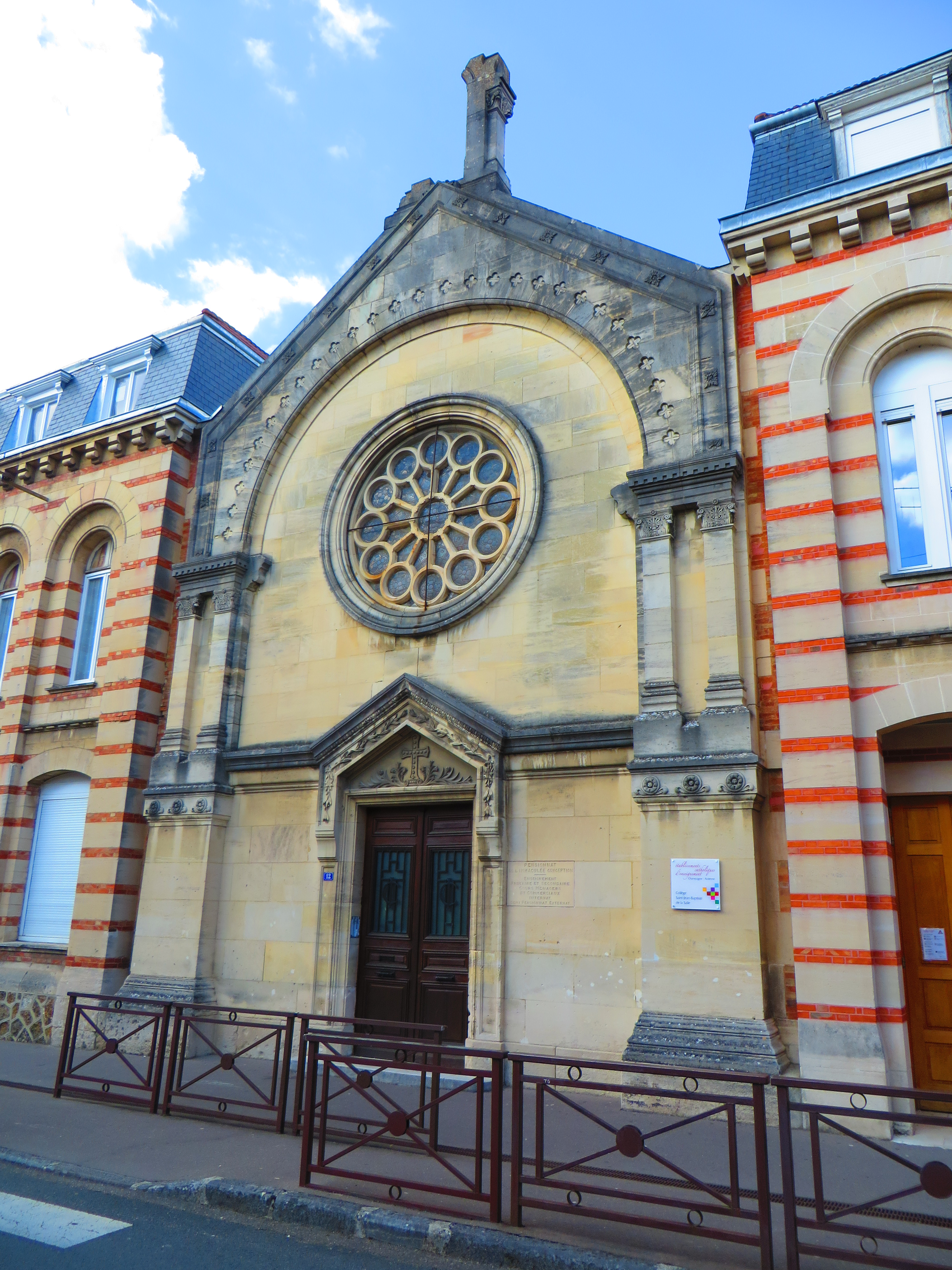
圣让巴蒂斯德小教堂
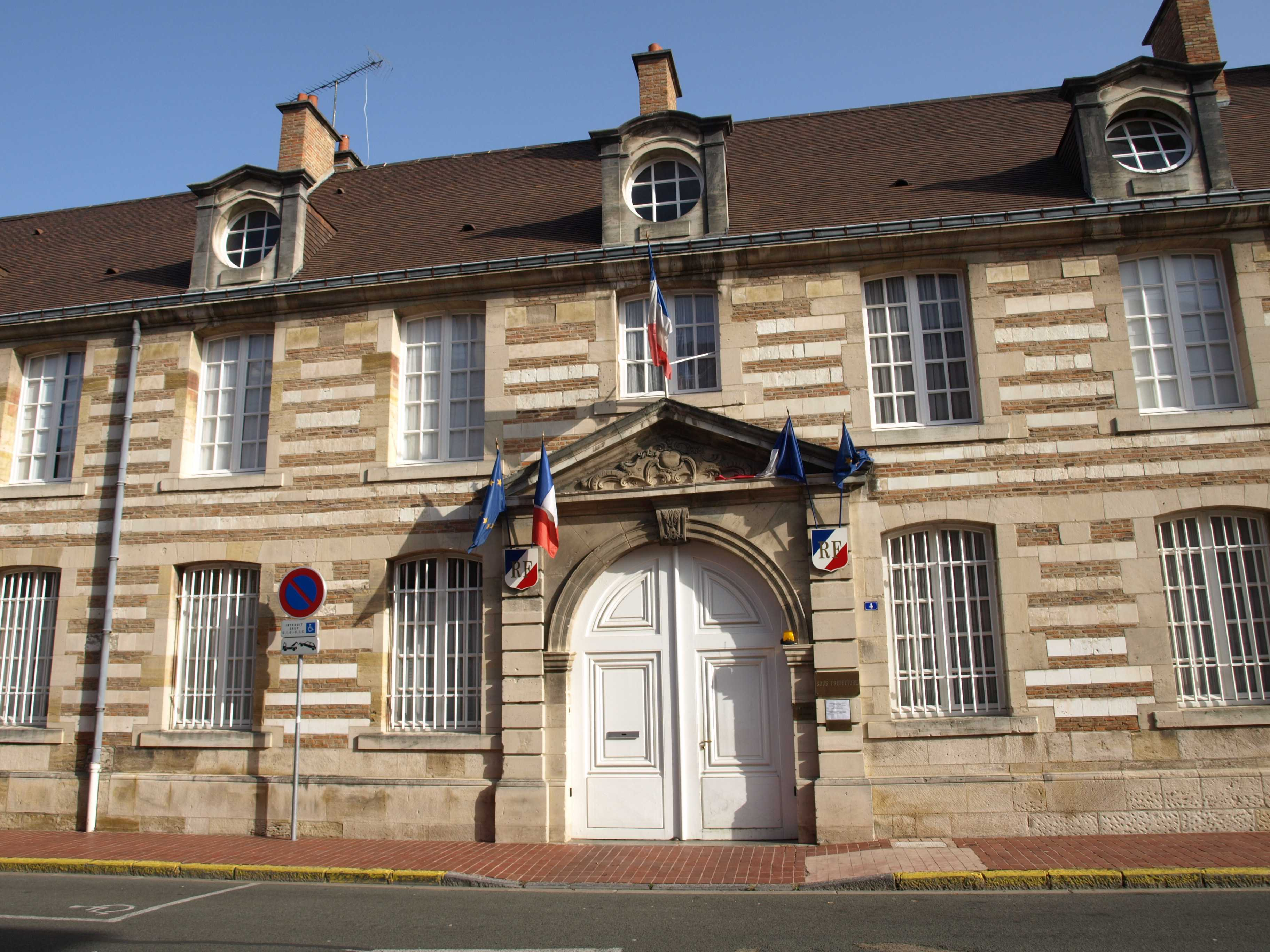
副省政府

### 旅游
维特里勒弗朗索瓦的旅游事务由其所属的公共社区负责。2020年，维特里勒弗朗索瓦境内共有4家宾馆共计114间房间；另有1个露营地，可容纳共68辆露营车。

### 媒体
法国主要的媒体均可在维特里勒弗朗索瓦接收，法国电视三台下属的大东部大区频道在部分时段播出维特里勒弗朗索瓦所属区域的地方新闻。

## 相关人物
法国哲学家艾蒂安-加布里埃尔·莫雷利、历史学家奥古斯特·舒瓦西和连环杀人犯凶手居伊·乔治出生于维特里勒弗朗索瓦。

## 友好城市
截至2020年12月，维特里勒弗朗索瓦共与一座城市互为友好城市关系：
- 德国 陶伯比绍夫斯海姆